# Komronshoj Ustopiriyon
Komronshoj Ustopiriyon (7 de enero de 1993) es un deportista tayiko que compite en judo. Ganó una medalla en los Juegos Asiáticos de 2018, y cinco medallas en el Campeonato Asiático de Judo entre los años 2015 y 2021.

## Palmarés internacional
| Juegos Asiáticos    | Juegos Asiáticos     | Juegos Asiáticos  | Juegos Asiáticos |
| Año                 | Lugar                | Medalla           | Categoría        |
| ------------------- | -------------------- | ----------------- | ---------------- |
| 2018                | Yakarta (Indonesia)  | Medalla de bronce | –90 kg           |
| Campeonato Asiático |                      |                   |                  |
| Año                 | Lugar                | Medalla           | Categoría        |
| 2015                | Kuwait (Kuwait)      | Medalla de bronce | –90 kg           |
| 2016                | Taskent (Uzbekistán) | Medalla de oro    | –90 kg           |
| 2017                | Hong Kong (China)    | Medalla de oro    | –90 kg           |
| 2019                | Fujairah (EAU)       | Medalla de plata  | –90 kg           |
| 2021                | Biskek (Kirguistán)  | Medalla de bronce | –90 kg           |